# أبيل مندوزا
أبيل مندوزا (بالإنجليزية: Abel Mendoza)‏ هو لاعب كرة قدم أمريكي، ولد في 7 يناير 2003 في لاس فيغاس في الولايات المتحدة.

## وصلات خارجية
- أبيل مندوزا على موقع قاعدة بيانات كرة القدم.إي يو (الإنجليزية)
- أبيل مندوزا على موقع Soccerway.com (الإنجليزية)